# Trichomyia barbata
Trichomyia barbata är en tvåvingeart som beskrevs av Duckhouse 1978. Trichomyia barbata ingår i släktet Trichomyia och familjen fjärilsmyggor. Inga underarter finns listade i Catalogue of Life.